# Semonina
Semonina là một chi bướm ngày thuộc họ Lycaenidae.